# كلاوديو ميرتشا يونسكو
كلاوديو ميرتشا يونسكو (بالرومانية: Claudiu Mircea Ionescu)‏ هو لاعب كرة قدم روماني في مركز صانع ألعاب، ولد في 20 مارس 1983 في بوخارست في رومانيا. لعب مع أريس ليماسول وبولتيهنيكا تيميسوارا وبوليتنيكا ياشي وداسيا يونييرا برايلا وستيوا بوخارست وكونكورديا كياجنا وميلسامي أورهي ونادي بوليتكنيكا ياش ونادي فولاد خوزستان.

## وصلات خارجية
- كلاوديو ميرتشا يونسكو على موقع قاعدة بيانات كرة القدم.إي يو (الإنجليزية)
- كلاوديو ميرتشا يونسكو على موقع Soccerway.com (الإنجليزية)